# Angerona fuscaria
Angerona fuscaria är en fjärilsart som beskrevs av Louis Beethoven Prout 1903. Angerona fuscaria ingår i släktet Angerona och familjen mätare. Inga underarter finns listade i Catalogue of Life.